# Азаров, Андрей Николаевич
Андрей Николаевич Азаров, так же известный как Андрій Талєрка (род. 3 июня 1970, г. п. Острина, Гродненская область, БССР) — белорусский и российский дизайнер. Один из первых белорусских веб-дизайнеров.

## Биография
В 1990 году окончил факультет художественного оформления Минского художественного училища, в 1991—1992 годах учился на отделении «Интерьеры и оборудование» Белорусской академии искусств.
Карьеру начал в 1994—1996 годах дизайнером, а затем арт-директором информационного агентства «РИД». В 1996—1999 годах работал дизайнером в компании «Глобинформ-С» (G.I.S.) — первом белорусском контент-провайдере. Тогда же, в 1996 году, первым в Белоруссии занялся веб-дизайном. В 1999—2001 годах работал дизайнером, а затем арт-директором в белорусско-американской компании EPAM Systems. В 2001—2003 годах занимался фриланс веб-дизайном, открыл собственный проект Matepuana Project. С 2003 года работал дизайнером в креатив-бюро DEFA; в 2004—2005 — дизайнером в студии Артемия Лебедева; в 2005—2006 — арт-директором дизайн-бюро «Телетайп.ru». В 2003—2006 годах также сотрудничал с московскими студиями веб-разработок и дизайна Promo Interactive, Open! Design, Dot. С 2006 года — фриланс арт-директор и дизайнер мультимедиа. В 2008 году читал курс «Интерактивный дизайн» в Национальном институте дизайна, работал арт-директором студии Artics. В 2011—2012 годах работал креативным директором по интерактивным проектам в московском офисе Leo Burnett. Член Белорусского союза дизайнеров.
Живёт во Львове. Женат, двое детей.
Увлекается кулинарией, с 2005 года делает фотографии, а с 2008 года видеоролики, для своего кулинарного проекта Talerka.tv. Автор книги «111 лучших рецептов для мультиварок со всего мира» (2013) и книги видеорецептов «Как научиться готовить» (2014).

## Творчество

### Мультимедиа-дизайн
До 2-го курса училища в основном писал маслом, затем занимался инсталляцией и в 1996 году сделал персональную выставку «12.12.96» — первую и последнюю. После знакомства с компьютером и интернетом, многое переосмыслил, и с тех пор, пока, не искал иной среды для творчества, считая их удачным инструментом для воплощения своих идей — работы одновременно со звуком, движением, фактурами и фотографией.

Логотип компании EPAM Systems, созданный А. Азаровым.

Первую веб-дизайнерскую работу — сайт грузоперевозок, сделал работая в «Глобинформ-С», затем был сайт для Dajnova, первого белорусского корпоративного сайта и веб-магазина. Как считает Азаров, первые работы оставляли желать лучшего. Так, дизайн чата «Диван», одного из первых мест виртуального общения в Байнете, не понравился большинству пользователей. Первым качественным Азаров считает дизайн архива крупнейших белорусских печатных изданий press.net.by.
Автор около 100 сайтов, в том числе lexus.is.ru, triart2000.ru, авторского кулинарного сайта talerka.tv и других.
Основное достижение А. Азарова — изменение представлений заказчиков и дизайнеров о том, какими должны быть сайты, ему удалось создать сайты, подобные скорее интерактивным фильмам, которыми посетители могут управлять становясь сопричастными происходящему на мониторе.

#### Matepuana Project
Проект создавался для участие работах студий веб-дизайна, в качестве специалиста по флэш-анимации, полиграфическому дизайну и человека со свежими идеями.
В 2005 году проект включен в издание Web Design: Studios (серия ICONS) издательства Taschen, как лучшая студия веб-дизайна с пространства бывшего СССР, среди 100 лучших веб-студий мира.

#### Признание
В 2000 году Белорусский союз дизайнеров при поддержке Министерства культуры Республики Беларусь издал первый каталог знаков и логотипов, куда включены работы 148 известных белорусских графиков разных поколений профессионально работающих в этом жанре, среди них и работы Андрея Азарова. Председатель Белорусского союза дизайнеров Дмитрий Сурский называет Андрея Азарова в числе известных белорусских веб-дизайнеров.
С 1991 года участвует в национальных белорусских и международных художественных выставках, с 2001 года — в московских, украинских и международных фестивалях рекламы.
- 2-е место и приз зрительских симпатий в номинации «Веб-дизайн, нереализованные проекты» на Международном фестивале рекламы «Золотой волк»;
- победитель в номинации «Общественные проекты» категория «Искусство» на Всероссийском интернет-конкурсе «Золотой сайт»;
- финалист Фестиваля компьютерного искусства «АРТФЛЕШ-2003»;
- финалист 13-го Международного московского фестиваля рекламы;
- финалист DIA (Design Innovation Awards) — Премии инновации дизайна;
- финалист 5-го Киевского международного фестиваля рекламы;
- победитель в номинации «Корпоративный сайт» на 16-м Международном московском фестивале рекламе.

### Кулинарные проекты

#### Talerka.tv
Некоммерческий проект, представляющий посредством видеороликов традиционные рецепты разных стран мира. Значительно, около 10 % общего числа рецептов, в проекте представлена белорусская и литовская кухни, что по замыслу Азарова должно популяризировать кулинарные традиции этого исторического региона. В планах и создание версии talerka.tv на белорусском языке, если таковая будет затребована аудиторией.
Идея проекта появилась в 1994—1995 годах, но воплощена была только в 2005—2006, когда появились соответствующие технические возможности и достаточный кулинарный опыт. Видеоролики появились на сайте talerka.tv в 2008 году — первые были слишком длинные, по 7 минут, теперь все ролики 1-2-минутные.
К октябрю 2010 года на talerka.tv было 300 видеорецептов, к январю 2012 года — более 500 .
Посещаемость talerka.tv, в октябре 2010 года — около 2,5 тысяч в день, в январе 2012 года — около 3 тысяч в день.
Проект talerka.tv был победителем в номинации «корпоративные сайты» на 11-м фестивале рекламы «Идея!» и лауреатом 8-го Киевского фестиваля рекламы в интерактивном конкурсе, получив 3-е место в номинации «Некоммерческие проекты: развлекательные, культурные, гуманитарные, экологические».
Коллеги по кулинарному Рунету относятся к Азарову неоднозначно, что вполне объясняется его феерической тупостью.

##### Talerka App
Talerka App — первое российское кулинарное видеоприложение[прояснить] для iPhone и iPad — выпущено 4 января 2012 года. Скачать приложение вместе со 100 рецептами в HD-видео можно бесплатно, остальные 400 рецептов и ежемесячное дополнение можно купить 7,99 $. В приложении есть таймер, который работает, даже если приложение выключено. Предусмотрены возможности сохранять рецепты в собственную папку «избранное», одним кликом создавать список продуктов для покупки, отправлять его на электронную почту или как SMS, делиться рецептами в Twitter и Facebook, есть поиск.
В сентябре 2012 года Talerka App попало в Top-50 американского Apple App Store в категории Food&Drink, прежде ни одно российское приложение[прояснить] не поднималось в этой категории так высоко. Кроме того, Talerka App на протяжении октября-сентября 2012 года входило в десятку самых популярных кулинарных приложений «App Store Россия», составляя конкуренцию приложениям Юлии Высоцкой и Джейми Оливера.
К октябрю 2012 года Talerka App на свои телефоны и планшеты установило более 18 тысяч пользователей.
К октябрю 2012 года в Talerka App содержится более 520 видеорецептов, половина из них переведена на английский язык.

#### Книги

##### 111 лучших рецептов
- 111 лучших рецептов для мультиварок со всего мира. — М.: Своё издательство, 2013. — 256 с. — ISBN 978-5-91187-213-7

##### Как научиться готовить

«Как научиться готовить» (2014), книга Андрея Азарова.

- Как научиться готовить. Традиционные рецепты на каждый день (+ видео). — М.: Манн, Иванов и Фербер, 2014. — 400 с. — ISBN 978-500057-065-4

Книга с кулинарными рецептами «Как научиться готовить» вышла в марте 2014 года в Москве. Автор дизайна книги, текста и фотографий в ней — Андрей Азаров. Книга содержит традиционные рецепты на каждый день и видео к ним. Страницы книги не пронумерованы, она является своеобразным календарём — предлагает рецепт на каждый день в соответствии со временем года и свойственным ему набором сезонных продуктов. К каждому рецепту в книге есть QR-код, открывающий через планшет или смартфон сайт с пошаговой видеоинструкцией по приготовлению блюда.

##### Як навчитися готувати не за книжками

Як навчитися готувати не за книжками (2016).

- Андрій Талєрка Як навчитися готувати не за книжками. — Харків: Видавництва «Фоліо», 2016.

Книга с кулинарными рецептами, представляет собой перевод книги «Как научиться готовить» на украинский язык, переработанный и дополненный рецептами украинской кухни.

#### Другие инициативы
В 2012 году Андрей Азаров предложил РУП «Белпочта» выпустить почтовые марки с запахом белорусских национальных блюд. По его мнению, это в первую очередь должны быть марки с запахом кумпяка, вяленой колбасы, холодника, фляков, крупени, колдунов с грибами, зелёного борща, драников, жура и бабки. Соответствующими предполагались и изображения на марках. В «Белпочта» будут рассматривать в планах такой проект после 2014 года. Также Андрей Азаров предлагает выпустить серия открыток посвящённую белорусской национальной кухне.

#### Телевидение
Неоднократно был гостем передач на белорусском и российском телевидении.

### Связанные страницы
- http://www.matepuana.com/ — студия Андрея Азарова — дизайн, арт-дирекция и режиссура сайтов
- http://www.talerka.tv/ — Видео рецепты — Talerka.tv
- Андрея Азарова

### Об Андрее Азарове
- Ірина Скіць (27 мая 2015). «Обрав цю країну, бо вона має шанс змінитись». Переселенець із Білорусі Андрій Азаров робить у Львові ковбаси і допомагає армії (укр.). Zaxid.net. Дата обращения: 13 июня 2015.

### Видео
- Время обедать! — Белорусские драники с домашней сметаной. Первый канал — 1tv.ru. Дата обращения: 1 февраля 2014.
- Traditional recipe for exploring the world | Andrey Azarov. TEDxNiamiha (3 декабря 2014). Дата обращения: 11 декабря 2014.
- «Патріотичну ковбасу» вигадав і продає у Львові білоруський кухар. (укр.) (13 июня 2015). Дата обращения: 13 июня 2015.